# Baeacis abietis
Baeacis abietis är en stekelart som först beskrevs av Julius Theodor Christian Ratzeburg 1844.  Baeacis abietis ingår i släktet Baeacis och familjen bracksteklar. Arten är reproducerande i Sverige. Inga underarter finns listade.